# Basta un niente
Basta un niente è un film del 2006 diretto da Ivan Polidoro.
Si tratta dell'opera prima da regista per Polidoro.

## Trama
Rosario, Ivo e Peppe sono tre amici uniti per lo swing. Questa passione comune esula dalle loro vite non proprio esaltanti: uno è custode del cimitero con problemi in famiglia, l'altro è postino e pescatore mentre Peppe vive sulle spalle del nonno e ha dei problemi sessuali. A un certo punto i tre amici decidono di fare una rapina prendendo spunto dall'azione di un boss.

## Distribuzione
La pellicola è uscita nel marzo 2006.